# К-1 (организация)
K-1 — японская спортивная организация, основанная в 1993 году последователем карате-кёкусинкай Кадзуёси Исии и занимающаяся проведением поединков по кикбоксингу. Компания проводит ежегодные турниры в тяжёлом весе (1993—2010, 2012), полутяжёлом весе (1993—1995), втором среднем весе (1995), первом среднем весе (2002—2010, 2012), втором полусреднем весе (2014), первом полусреднем весе (2010—2011), лёгком весе (2015), полулёгком весе (1997), юношеские турниры, а также внетурнирные бои, учредила чемпионские титулы в категориях до 100 кг и свыше 100 кг.
К-1 была ведущей организацией в «японском» кикбоксинге, выведя его в лидеры профессиональных единоборств наряду с профессиональным боксом и смешанными единоборствами. Сам «японский» кикбоксинг фактически ассоциировали с К-1, с 2000-х годов термин К-1 стал чаще официально использоваться как название разновидности кикбоксинга (например, в ведущей любительской федерации WAKO).
Турниры вызывали большой ажиотаж зрителей. Рекорд посещаемости был установлен 7 декабря 2002 года — на стадионе Tokyo Dome собралось 74 500 любителей единоборств. В 2002 году начали проводиться турниры в средней весовой категории — К-1 World Max.
В 2011 году концерн FEG (Fighting and Entertainment Group), в собственности которого находилась К-1, обанкротился, в связи с чем проведение турниров было временно прекращено. В 2012 году К-1 была возрождена новыми собственниками, однако утратила статус наиболее престижной организации в кикбоксинге после перехода большинства ведущих бойцов в голландскую Glory WS.

## Возникновение
На момент создания К-1 Кадзуёси Исии был известным в Японии промоутером и создателем каратэ-сейдокайкан (ответвление кёкусинкай). К-1 была задумана как турнир, где по унифицированным правилам могли соревноваться представители различных контактных ударных единоборств (буква «К» в названии символизировала Кикбоксинг, Каратэ, Кунг-фу). Правила были заимствованы у «японского» кикбоксинга, развивавшегося в Японии с 1960-х годов и являвшегося модифицированным вариантом тайского бокса. Правила с течением времени претерпевали изменения (количество раундов сократилось с 5 до 3, были существенно ограничены действия в клинче и пр.).

## Чемпионы К-1

### Чемпионат Европы по Кикбоксинг K-1 World Grand Prix (тяжёлый вес)
K-1, FEG (1993-2011), K-1 (2024-present)
| Год  | Победитель     |
| ---- | -------------- |
| 2024 | Ариэль Мачадо  |
| 2010 | Алистар Оверим |
| 2009 | Сэмми Схилт    |
| 2008 | Реми Боньяски  |
| 2007 | Сэмми Схилт    |
| 2006 | Сэмми Схилт    |
| 2005 | Сэмми Схилт    |
| 2004 | Реми Боньяски  |
| 2003 | Реми Боньяски  |
| 2002 | Эрнесто Хост   |
| 2001 | Марк Хант      |
| 2000 | Эрнесто Хост   |
| 1999 | Эрнесто Хост   |
| 1998 | Петер Артс     |
| 1997 | Эрнесто Хост   |
| 1996 | Энди Хуг       |
| 1995 | Петер Артс     |
| 1994 | Петер Артс     |
| 1993 | Бранко Цикатич |

### Чемпионат Европы по Кикбоксинг K-1 World МАХ (70 кг)
K-1, FEG (2002-2011), K-1 (2024-present)
| Год  | Победитель          |
| ---- | ------------------- |
| 2024 | Стоян Копривленский |
| 2010 | Геворг Петросян     |
| 2009 | Геворг Петросян     |
| 2008 | Масато Кобаяси      |
| 2007 | Энди Сауэр          |
| 2006 | Буакхау По. Прамук  |
| 2005 | Энди Сауэр          |
| 2004 | Буакхау По. Прамук  |
| 2003 | Масато Кобаяси      |
| 2002 | Альберт Краус       |